# Euralille
Euralille is een moderne zakenwijk in de Franse stad Rijsel (Lille).
De wijk werd ontwikkeld in de jaren 80 en ligt nabij een knooppunt van hogesnelheidsspoorlijnen die Parijs, Brussel en Londen met elkaar verbinden. Het masterplan voor Euralille werd ontworpen door het Office of Metropolitan Architecture (OMA) van de Nederlandse architect Rem Koolhaas. Het project werd gefinancierd door middel van publiek-private samenwerking; de eerste fase opende in 1994 en in 2005 was Euralille voltooid. Na La Défense in Parijs en La Part-Dieu in Lyon is dit de derde grootste zakenwijk in Frankrijk. Blikvangers zijn de Tour de Lille (eerder Tour du Credit Lyonnais), ontworpen door Christian de Portzamparc en de 110 m hoge Tour Lilleurope, ontworpen door Jean-Claude Burdèse en Claude Vasconi.

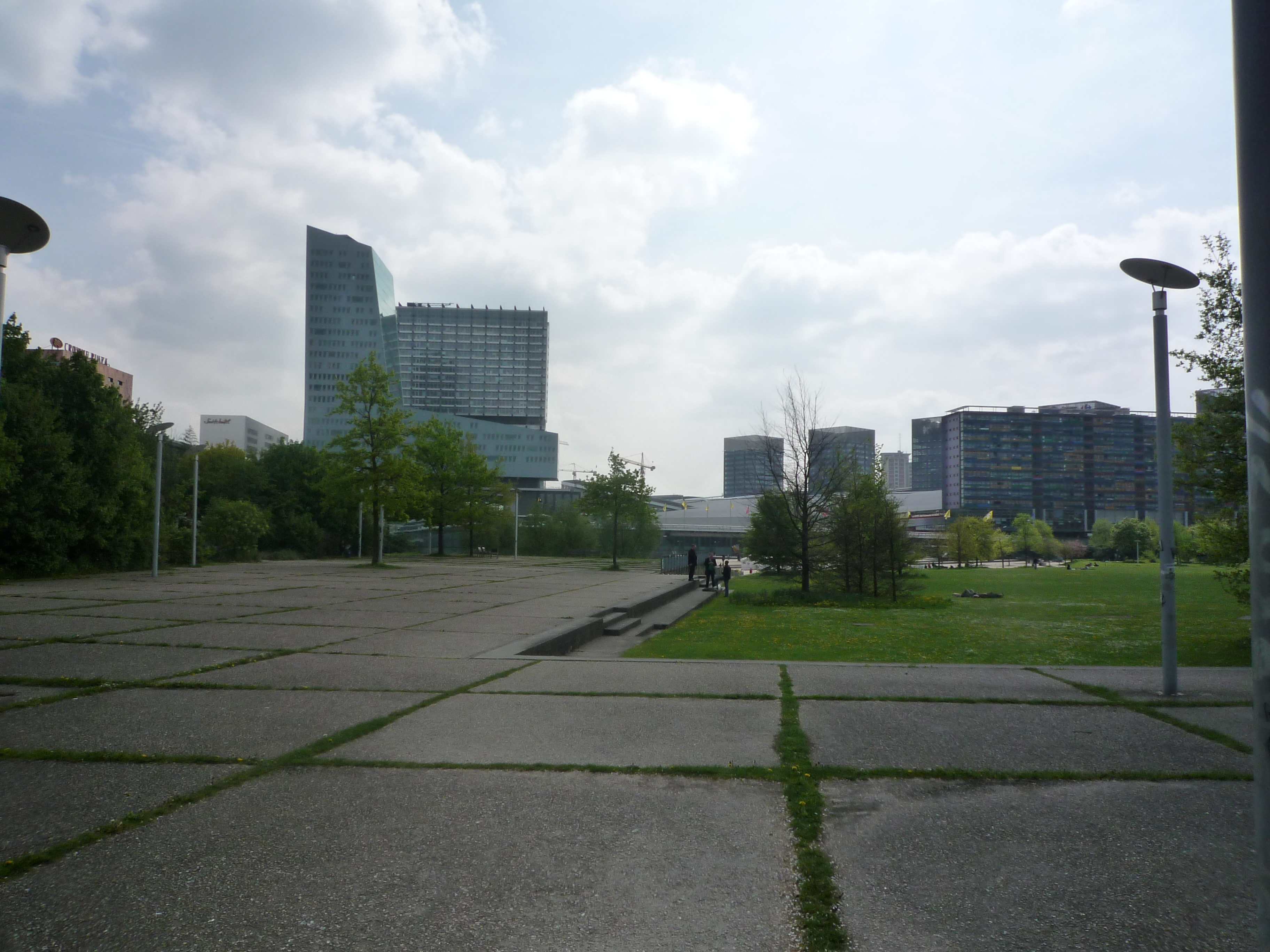
Euralille
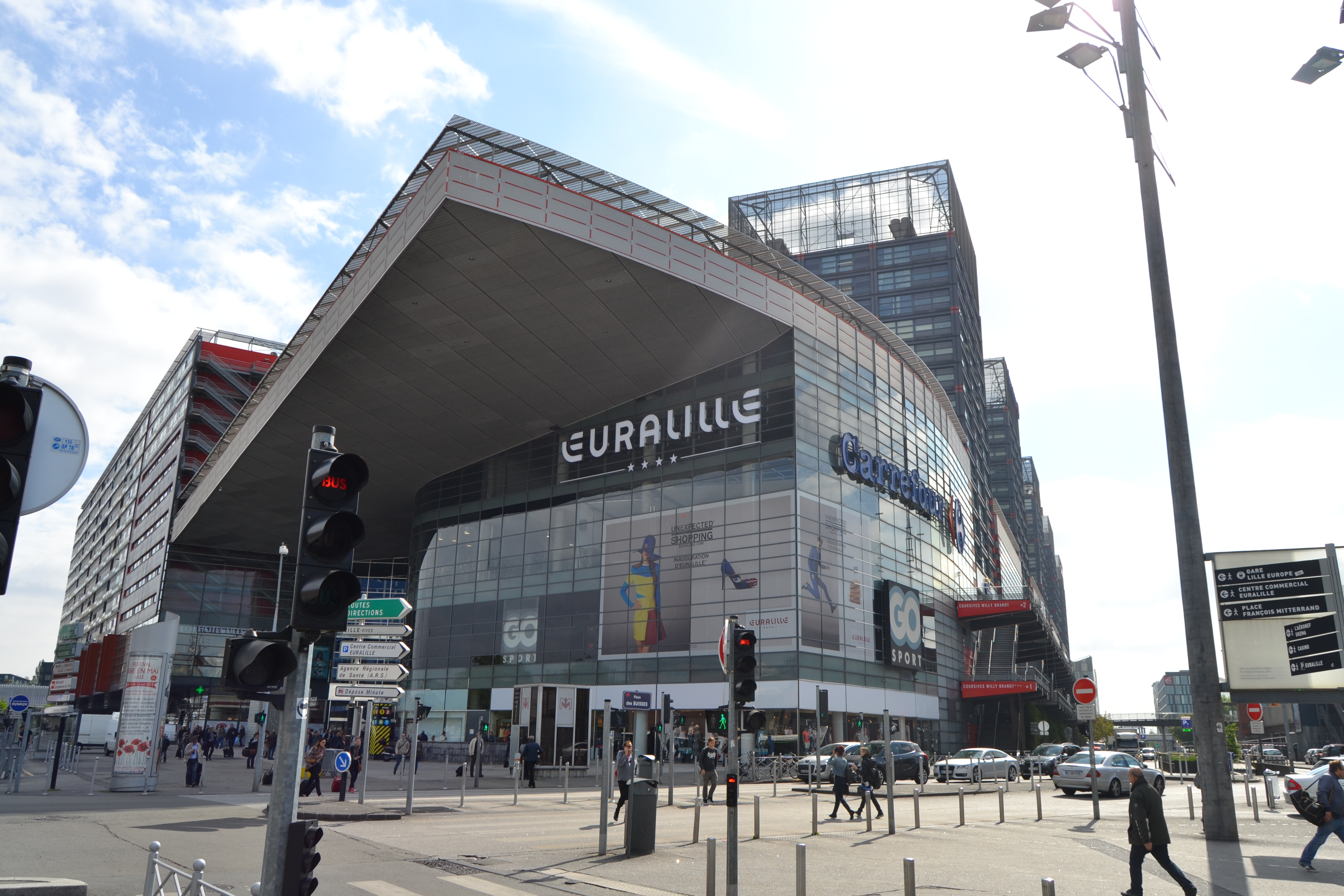
Ingang winkelcentrum Euralille
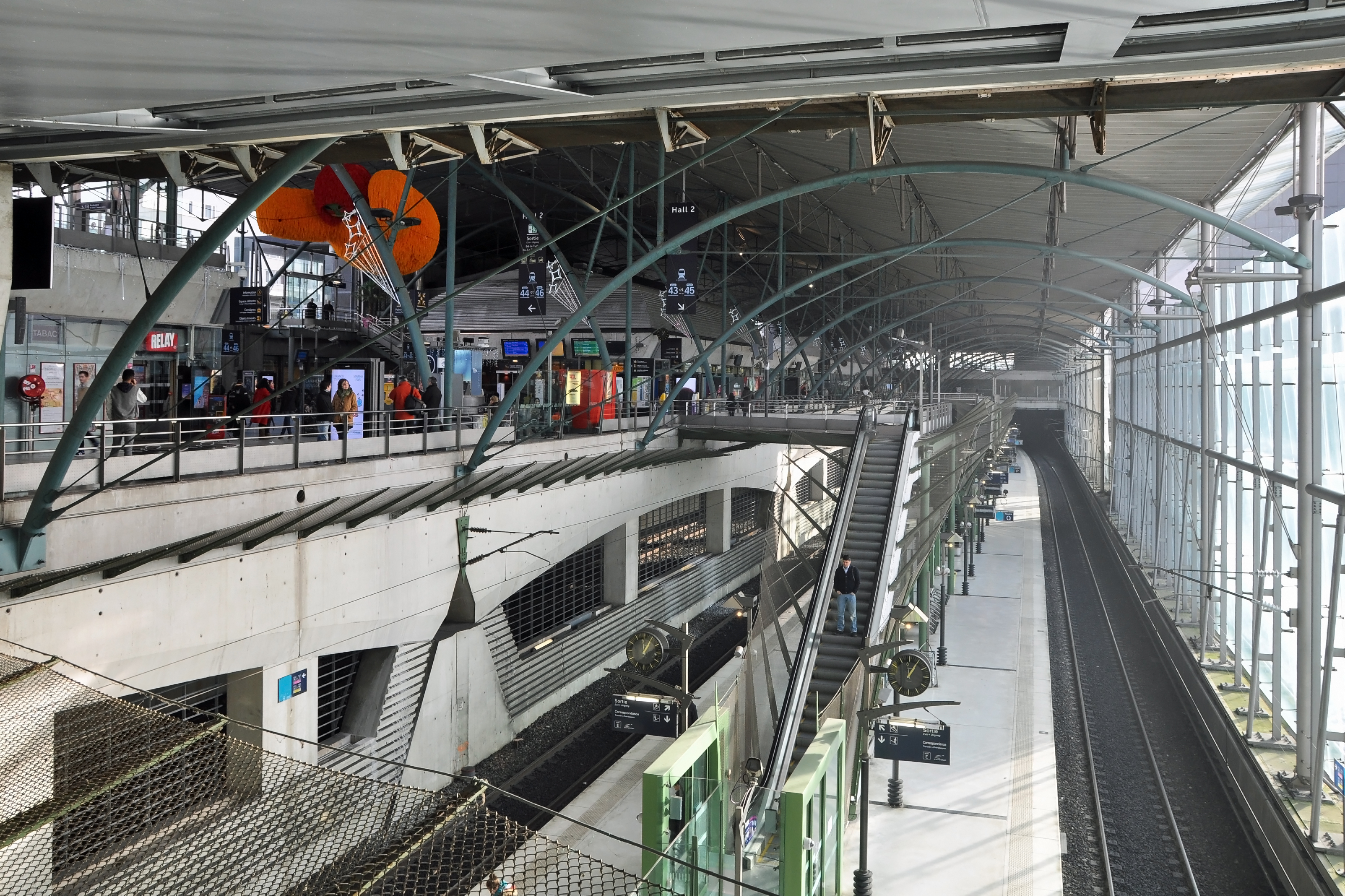
Station Lille Europe